# كايرون 2060
كايرون 2060؛ سُمّي هذا القمر مؤقتاً 1977UB، وعُرف أيضاً بـ 95p/كايرون هو جرم صغير في النظام الشمسي الخارجي، يدور حول الشمس بين زحل وأورانوس. اكتشفه تشارلز كوال عام 1977. وهو العضو الأول الذي حُدد في التصنيف الجديد للأجسام المعروفة بالقناطير، وهي أجسام تدور بين حزام الكويكبات وحزام كبلر.
على الرغم من تسميته كويكبًا، وتصنيفه كوكبًا صغيرًا وتسميته ب 2060 كايرون، وُجد لاحقاً أنه يظهر السلوك النموذجي لمذنب. وهو مصنف اليوم ككوكب صغير وكمذنب، وعليه، فهو معروف أيضاً بتسميته كمذنب 95p/كايرون.
سُمّي كايرون نسبة للقنطور كايرون في الميثولوجيا اليونانية (وهو مخلوق برأس إنسان وجسد وأرجل حصان).
يدرج ميشيل براون احتمالية أن يكون كوكبًا قزمًا بقطر 206 كيلومتر (128ميل) وهو قريب من الحد الأدنى لكوكب قزم جليدي ( 200كيلومتر أو 24 ميل).
وفي الآونة الأخيرة، كشفت سلسلة من أحداث الاحتجاب خلال العقد الثاني من القرن الحادي والعشرين وأوائل العقد الثاني من القرن الحادي والعشرين أن كايرون يستضيف حلقات، مما يجعله واحدًا من أربعة كواكب صغيرة والمذنب الوحيد المعروف الذي يستضيف نظامًا حلقيًا.

## تاريخه

### اكتشافه
اكتشف تشارلز كوال كايرون في 1 نوفمبر عام 1977 من خلال صور التقطها مرصد بالومار في 18 أكتوبر. سُمّي مؤقتاً 1977UB، وُجد وهو ضمن مرحلة الأوج الشمسي، وكان في وقت اكتشافه أبعد كوكب قزم معروف. زعمت الصحافة أنه الكوكب العاشر، عُثر على كايرون لاحقاً في العديد من الصور السابقة التي تعود إلى 1895، ما سمح بتحديد مداره بدقة. لم يُكتشف في عام 1945 على الرغم من كونه في مرحلة الحضيض بسبب قلة عمليات البحث والرصد في ذلك الوقت، ولم تكن أجهزة الرصد وقتها مناسبة للأجرام ذات الحركة البطيئة. لم يصل المسح الذي أجراه لويل للكواكب البعيدة في الثلاثينيات إلى الخفوت الكافي، ولم يغطي المنطقة الصحيحة من السماء في الأربعينيات.

### التسمية
سُمّي بالقنطور من الميثولوجيا الإغريقية (مخلوق نصفه إنسان ونصفه حصان) بعد أن سُمّي بكايرون. ابن كرونوس التيتاني (رئيس التيتانيين حسب الميثولوجيا الإغريقية) والحورية فيليرا. كان كايرون الأكثر عدلاً وحكمة بين جميع القناطير وعمل كمعلم لأبطال الإغريق. نشر مركز الكواكب الصغيرة اقتباس الاسم الرسمي في 1 أبريل عام 1978. اقتُرح حجز أسماء القناطير الأخرى للأجرام من نفس النوع.

## المدار
وُجد أن كايرون ‹‹منحرف مدارياً›› بشكل كبير (0.37)، وحضيضه داخل مدار زحل وأوجه خارج الحضيض الشمسي الخاص بأورانوس (لا يصل إلى متوسط المسافة من أورانوس). حسب برنامج سوليكس، كان الاقتراب الأقصى لكايرون من زحل في العصر الحديث في مايو 720، عندما كان على مسافة 30.5± 2 كيلومتر (0.204±0.013 وحدة فلكية) من زحل. تسببت جاذبية زحل خلال هذا المرور في انخفاض نصف المحور الرئيسي لكايرون من 14.55±0.12 وحدة فلكية إلى 13.7 وحدة فلكية. لم يقترب كثيراً من أورانوس، عبر كايرون مدار أورانوس حيث كان أورانوس أبعد من متوسط مسافة كايرون عن الشمس.
اجتذب كايرون اهتمامًا كبيرًا لأنه كان أول جرم يُكتشف بمدار كهذا خارج حزام الكويكبات، صنف كايرون على أنه قنطور، الأول من هذه الفئة الذي يدور بين الكواكب الخارجية. يعتبر كايرون جرمًا زحليًا-أورانوسيًا لأن حضيضه الشمسي يقع في منطقة سيطرة زحل وأوجه في منطقة سيطرة أورانوس. مدارات القناطير غير ثابتة، وتؤثر عليها الاضطرابات الثقالية التي تسببها الكواكب الضخمة عبر ملايين السنين، أو تتغير لمدارات مختلفة، أو تغادر النظام الشمسي بشكل كلي. يوجد احتمال في أن يكون كايرون من حزام كويبر، ومن المحتمل أن يصبح مذنباً لفترة قصيرة خلال الأعوام المليون القادمة. بلغ كايرون حضيضه الشمسي في عام 1996 وسيبلغ أوجه في 2021.

## الخصائص الفيزيائية

### النوع الطيفي
يملك كايرون طيفًا محايدًا ضمن طول موجة مرئي وبالأشعة تحت الحمراء، وهو يشبه طيف الكويكبات من النوع سي ونواة مذنب هالي. يظهر الطيف القريب من الأشعة تحت الحمراء الخاص بكايرون عدم وجود جليد مائي.

### نصف القطر
يعتمد الحجم المفترض لجرم على القدر المطلق (إتش) وعلى بياضه (كمية الضوء التي يعكسها). قدر ليبوفسكي قطر كايرون بحوالي 180 كيلومتر عام 1948. وكانت التقديرات في عام 1990 أقرب إلى 150 كيلومتر. تشير بيانات الاحتجاب من عام  1993 إلى أنّ قطره يبلغ نحو 180 كيلومتر. تشير البيانات المجمعة من تلسكوب سبيتزر الفضائي في 2007 ومن مرصد هيرشل الفضائي في 2011 أنّ قطر كايرون يبلغ 218±20 ، لذلك قد يكون كايرون بحجم 10199 تشيركلو. يصعب تقدير قطر كايرون جزئياً، بسبب نشاطه المذنّبي المتغير للغاية.

### فترة دورانه
أُخذت أربعة منحنيات ضوئية دورانية لكايرون من أرصاد القياس الضوئي بين 1989 و 1997. أعطى تحليل المنحنى الضوئي فترة دوران تبلغ 5.918 ساعة متزامنة واضحة المعالم، مع اختلافات في السطوع الضوئي بمقدار 0.05 إلى 0.09، ما يشير إلى أنّ لهذا الجرم شكل دائري نوعاً ما.

### السلوك المذنّبي
في فبراير عام 1988 على بعد 12 وحدة فلكية من الشمس، كانت نسبة سطوع كايرون 75%. وهذا السلوك معتاد في المذنبات، لا الكويكبات. أظهرت أرصاد أخرى في أبريل عام 1989 أنّ كايرون تطور من ذؤابة مذنبية، واكتُشف الذيل عام 1993. يختلف كايرون عن المذنبات الأخرى بأنّ الماء ليس من المكونات الرئيسية لذؤابته، لأنه بعيد جداً عن الشمس بشكل لا يسمح للماء بالتصاعد أو بالتبخر. في عام 1995، اكتشف أول أوكسيد الكربون في كايرون بكميات صغيرة جداً، وحُسب معدل إنتاج أول أوكسيد الكربون المُستخرج ليكون كافياً لتفسير الذؤابة المرصودة. اكتُشف السيانيد أيضاً في طيف كايرون عام 1991. كان كايرون قريبًا من أوجه الشمسي في وقت اكتشافه، وأظهرت الأرصاد أنّ الذؤابة أقرب إلى الحضيض الشمسي، وربما يفسر هذا عدم رؤية أي سلوك مذنّبي في وقت سابق. ربما تشير حقيقة أنّ كايرون ما زال نشطاً إلى أنه لم يصل إلى مداره منذ زمن طويل.
تحدد رسمياً أن كايرون عبارة عن مذنب 95p)/كايرون) وكوكب صغير، كدلالة على الخط الفاصل المبهم أحياناً بين تصنيفين للجسم. استُخدم أيضاً مصطلح مذنب بدائي. تُعتبر نواة مذنب بقطر 220 كيلومتر كبيرة بشكل غير اعتيادي. يُعد كايرون العضو الأول في عائلة المذنبات الجديدة من نوع كايرون. تشمل المذنبات الأخرى من نوع كايرون: 39 بّي/أوتيرما، 165بّي/لينيار، 166بّي/نيت، و167بّي/سينيوس، وهي تعد كويكبات لا قنطورية، تصنف أيضاً كمذنبات مثل 4015 ويلسون-هارينغتون، 7968 إلست-بيتزارو، و118401 لينيار.
اكتشفت قناطير أخرى منذ اكتشاف كايرون، وصُنّفت كلها تقريباً على أنها كواكب صغيرة، وهي تُرصد من أجل إمكانية إظهارها لسلوك مذنبي. أظهر 60558 إيككلس ذؤابة مذنبية وله الآن تسمية مذنبية 174بّي/إيككلس. سطع 52872 أوكرهو بشكل كبير بعد اجتيازه لحضيضه الشمسي في 2008.

### الحلقات
ربما يكون لكايرون حلقات مشابهة لحلقات 10199 تشيركلو. استناداً إلى أحداث الاحتجاب غير المتوقعة المرصودة في بيانات الاحتجاب النجمي التي حُصل عليها في 7 نوفمبر عام 1993، 9 مارس عام 1994، و29 نوفمبر في عام 2011، والتي فُسرت مبدئياً على أنها نتيجة مقذوفات مرتبطة بالنشاط المذنبي لكايرون. يقتُرح أن نصف قطر حلقات كايرون هو 324±10 كيلومتر وهي ظاهرة بوضوح. يمكن أن يفسّر المظهر المتغير من زوايا مشاهدة مختلفة التباين طويل المدى في سطوع كايرون وبالتالي تقديرات حجمه وبياضه. بالإضافة إلى ذلك، يمكن تفسير شدة تغير نطاقات امتصاص الماء والجليد بالأشعة تحت الحمراء في طيفه، واختفائها عام 2001 بافتراض وجود جليد مائي في حلقاته. يتناغم البياض الهندسي لحلقات كايرون المحدد بالتحليل الطيفي مع ذلك المستخدم في شرح الاختلافات طويلة الأمد في السطوع.

## اقرأ أيضا
- قنطور (كوكب صغير)
- تشيركلو 10199
- 32532 ثيريوس
- 5335 داموكليس